# Unterseeboot U-154 (1917)
Pour les autres navires du même nom, voir Unterseeboot 154.
L'Unterseeboot U-154 est l’un des 329 sous-marins de la marine impériale allemande pendant la Première Guerre mondiale. Il a participé à la guerre navale et a pris part à la première bataille de l'Atlantique.
Le 11 mai 1918, l'U-154 est torpillé et coulé dans l’océan Atlantique à la position 36° 51′ N, 11° 50′ O par le sous-marin HMS E35 de la Royal Navy. Tout son équipage (77 hommes) est perdu.

## Affectations
- U-Kreuzer Flotille : de date de début inconnue au 11 mai 1918.

## Commandants
- Korvettenkapitän Hermann Gercke[2] : du 12 décembre 1917 au 11 mai 1918.

## Navires coulés
| Date          | Nom              | Nationalité     | Tonnage | Destin.   |
| ------------- | ---------------- | --------------- | ------- | --------- |
| 12 mars 1918  | Nordkyn          | Norvège         | 3244    | Coulé     |
| 17 mars 1918  | Guadalquivir     | Espagne         | 2078    | Coulé     |
| 21 mars 1918  | Chincha          | États-Unis      | 6371    | Endommagé |
| 26 mars 1918  | Beira Alta       | Portugal        | 101     | Coulé     |
| 7 avril 1918  | La Bruyère       | France          | 2198    | Endommagé |
| 9 avril 1918  | President Howard | Liberia         | 73      | Coulé     |
| 10 avril 1918 | Burutu           | Royaume-Uni     | 3902    | Endommagé |
| 21 avril 1918 | Michelet         | France          | 2636    | Coulé     |
| 25 avril 1918 | Kawachi Maru     | Empire du Japon | 5749    | Endommagé |